# Why? (groupe américain)
Pour les articles homonymes, voir Why.
Why?, stylisé WHY?, est un groupe de hip-hop et de rock indépendant américain, originaire de Berkeley, en Californie. Why? est d'abord le surnom de l'artiste Jonathan « Yoni » Wolf. Avant la sortie en 2005 de l'album Elephant Eyelash, Why? devient un groupe. La discographie de Why? se compose de quatre albums, quatre EPs et de plusieurs singles. De nombreuses collaborations ont eu lieu avec d'autres groupes comme Hymie's Basement, Miss Ohio's Nameless, Object Beings et Reaching Quiet.
Why? est un des groupes fondateurs du label anticon. d'Oakland. Matt Meldon quitte le groupe, Yoni restant le parolier et se mettant au clavier pour les concerts. Contrairement au style produit par leur label, Why? se rapproche plus du folk et du rock indépendant. Les paroles tendent vers le hip-hop expérimental et se concentrent plus sur la création d'images poétiques abstraites que sur de vraies histoires.

## Biographie
Yoni Wolf est né à Cincinnati, dans l'Ohio. Avant sa première année de lycée, Yoni découvre dans la synagogue de son père un enregistreur quatre pistes et commence alors ses expérimentations musicales. Par la suite il s'essaye au rap, aux percussions et à la poésie. En 1997, alors qu'il participe à un cours sur l'« art du sexe » à l'université de Cincinnati, Yoni rencontre Adam Drucker – plus connu sous le nom de Doseone. À la demi-finale du Scribble Jam en 1997, Doseone et Yoni forma Apogee, un groupe live improvisé avec Josiah, le frère de Yoni, et DJ Mr. Dibbs. Le partenariat entre Yoni et Doseone continue pendant plusieurs années, sous des noms divers comme cLOUDDEAD et Greenthink. En 2003, Josiah Wolf publie son premier EP solo The Josiah EP. La même année, le 24 juin 2003, le groupe publie l'album Oaklandazulasylum.
Le 4 octobre 2005, Why? publie Elephant Eyelash, qui dévie considérablement de leur précédent album Oaklandazulasylum. Perdant le son d'un projet solo indépendant, il prend l'ampleur d'un groupe rock indépendant. Pour réaliser cet album, Yoni demande l'aide de son frère pour les percussions, de Matt Meldon pour la guitare et de Doug McDiarmid comme touche à tout. Le groupe fait une tournée pour supporter son album en 2005 avec les quatre membres. Cependant lors de leur tournée avec Islands en mai 2006mai 2006, ils ne sont plus que trois du fait que Matt Meldon se soit installé avec son amie sur une île aux abords de Seattle. Pour leur troisième album Alopecia, Why? demande à ses fans de contribuer à la couverture en photographiant leurs paumes de mains. L'album est publié le 11 mars 2008, et classé 28e au Top Heatseekers. Le premier single est The Hollows. Deux versions différentes du single sont sorties, une américaine et une européenne, avec des remixes et des reprises par Boards of Canada, Xiu Xiu, Dntel, Half-Handed Cloud, Dump et Islands sur leurs sorties respectives. Pour la performance live de cet album le groupe s'agrandit d'un bassiste et guitariste, Austin Brown.
Le 22 septembre 2009, Why? publie l'album Eskimo Snow. En 2010, le groupe publie son premier album sur anticon., Jet Lag,,. Why? publie ensuite un nouvel album,  Mumps, Etc, qui rappelle les sonorités hip-hop expérimental des débuts, le 9 octobre 2012.

## Discographie

### En solo
- 1999 : Part Time People Cage…Or Part Time Key? (album auto-produit)
- 2001 : Miss Ohio's Nameless (anticon., 2003)
- 2003 : Oaklandazulasylum LP (anticon., 2003)
- 2003 : Early Whitney EP (anticon., 2003)

### En groupe
- 2003 : Almost Live From Anna’s Cabin CD-R (Sortie limitée aux concerts de la tournée)
- 2005 : Sanddollars EP (anticon.)
- 2005 : Elephant Eyelash LP (anticon.)
- 2006 : Rubber Traits EP (anticon.)
- 2006 : Dumb Hummer 7″ Single (anticon.)
- 2007 : The Hollows 12″ Single (anticon. Version américaine — Tomlab Version européenne) (Note: la liste des morceaux varient entre la version américaine et européenne.)
- 2008 : Alopecia LP (anticon. Version américaine — Tomlab Version européenne)
- 2009 : Eskimo Snow LP (anticon.  Version américaine — Tomlab Version européenne)
- 2012 : Mumps, Etc. LP (anticon.  Version américaine — City Slang Version européenne)
- 2017 : Moh Lhean (Joyful Noise Recordings / anticon.)
- 2019 : Aokohio (Joyful Noise Recordings)
- 2024 : The Well I Fell Into LP (Waterlines)

### Avec cLOUDDEAD
- 2000 : Apt. A 10" Single (Mush Records)
- 2000 : And All You Can Do Is Laugh 10" Single (Mush Records)
- 2001 : I Promise To Never Get Paint On My Glasses Again 10" Single (Mush Records)
- 2001 : Jimmybreeze 10" Single (Mush Records)
- 2001 : (Cloud Dead #5) 10" Single (Mush Records)
- 2001 : Bike 10" Single (Mush Records)
- 2001 : cLOUDDEAD (Mush Records)
- 2001 : The Peel Session 10" EP (Mush Records)
- 2002 : The Sound of a Handshake / This About the City 10" Single (Mush Records)
- 2004 : Dead Dogs Two 12" Single (Mush Records)
- 2004 : Ten (Mush Records)

### Avec Odd Nosdam
Une collaboration entre Why? et Odd Nosdam (Dbvid Mbdson) sortie sous leurs noms sur le label anticon., en album sur Mush Record sous le nom de Reaching Quiet, et sur une compilation.
- 2001 : Why?/Odd Nosdam Split EP EP (anticon.)
- 2002 : In the Shadow of the Living Room LP (Mush Records)
- 2002 : Ropeladder 12 LP (Mush Records)

### Avec d'autres musiciens
- 1998 : It's Not Easy Being..., avec Greenthink
- 2001 : Blindfold, avec Greenthink
- Crushed Bones de The Subtle6 Mix, avec Subtle
- Falling de Yell&Ice, avec Subtle
- 2001 : Object Beings, avec Object Beings
- Poison Pit remixé à partir de The No Music of Aiffs: The No Music Remixed, avec Themselves
- 2001 : So Long, Mike, part 1, avec Madtoons Beat Orchestra et Black Light District
- Freshman Thesis de Monkey vs. Shark, avec Thee More Shallows
- 2003 : Hymie's Basement, avec Fog
- 2003 : What a Day Day remix de What a Day Day, avec Fog
- 2007 : The Wig Master fde Remixed and Covered, avec Xiu Xiu
- Into the Trees, remix de Men of Station, avec 13 and God
- Family And Friends, remix de Family and Friends, avec Serengeti